# Daniel Silva (golfista)
Daniel Silva (Joanesburgo, África do Sul 19 de junho de 1966) é um jogador de golfe português. Foi considerados um melhores golfistas portugueses de todos os tempos e foi o primeiro português a vencer, em 1992, uma prova no Circuito Europeu de Golfe (PGA European Tour).
Daniel Silva nasceu no seio de uma família portuguesa a residir na África do Sul, competindo em terras sulafricanas com alguns jogadores que viriam a ter projecção mundial, como Ernie Els, tendo-se tornado profissional em 1988.
Antes de uma lesão ter encurtado as aspirações da sua carreira, Daniel Silva venceu a edição de 1992 do Jersey European Airways Open, em Jersey, do Circuito Europeu de Golfe, tornando-se no primeiro português a vencer uma prova nesta competição. Esta vitória é certamente um motivo para ser considerado como um dos "melhores golfistas portugueses de todos os tempos".

## Vitórias como profissional

### Circuito Europeu de Golfe
| No. | Data                | Torneio                      | Resultado             | Margem de vitória | 2.º classificado |
| --- | ------------------- | ---------------------------- | --------------------- | ----------------- | ---------------- |
| 1   | 12 de abril de 1992 | Jersey European Airways Open | -11 (69-65-70-73=277) | 2 tacadas         | Chris Moody      |